# Karel Dvořák (sochař)
Karel Dvořák (1. ledna 1893 Praha – 28. února 1950 Praha) byl český sochař, žák Jana Štursy, tvořící v letech 1919–49.

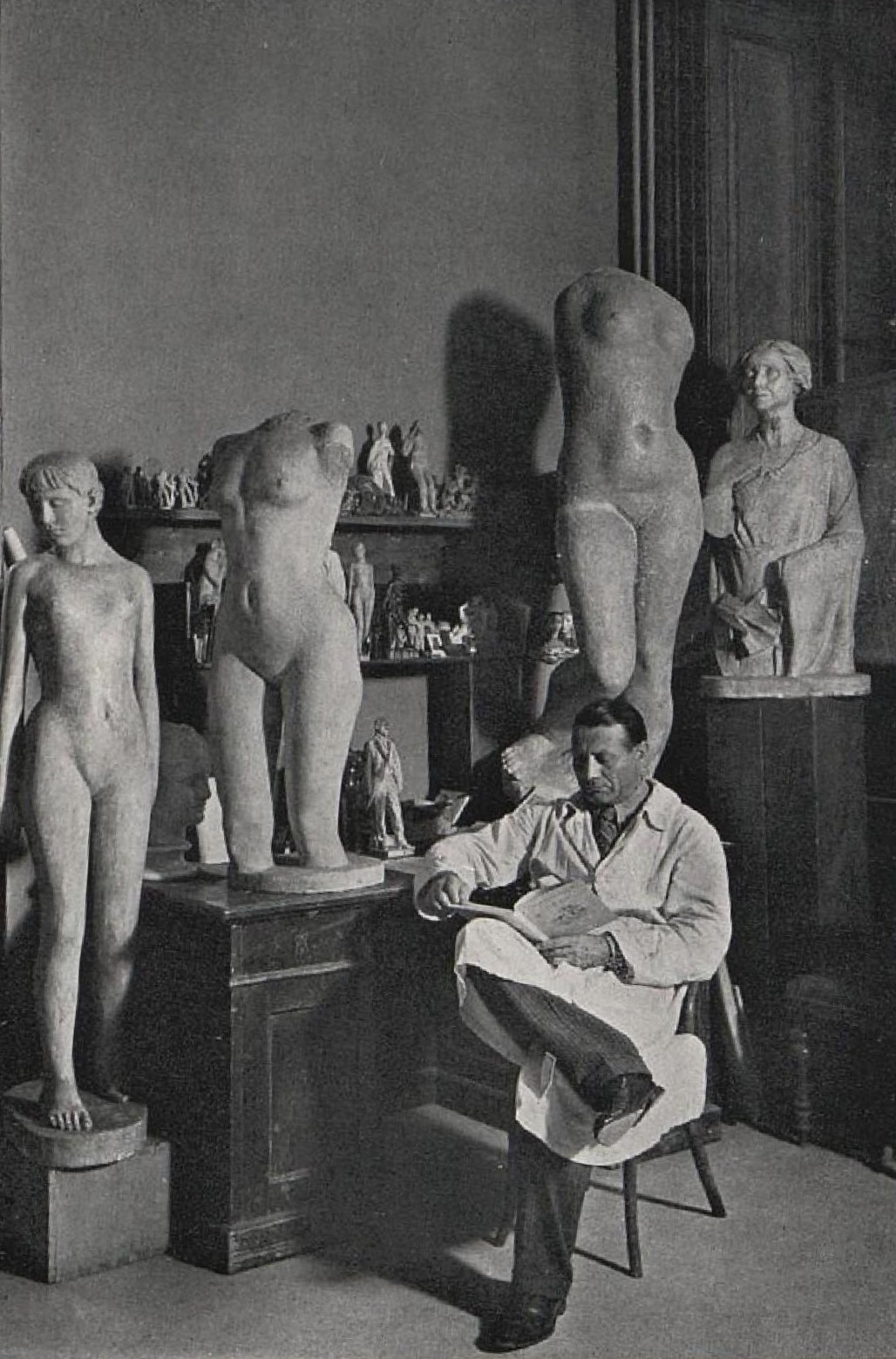
Sochař prof. Karel Dvořák ve svém atelieru

## Život
Původní profesí Karla Dvořáka bylo cizelérství, kterému se vyučil, dále v letech 1911-1913 navštěvoval Uměleckoprůmyslovou školu, v oddělení, které vedl Josef Drahoňovský) a v letech 1913-1919 studoval sochařství  na Akademii výtvarných umění. Studium v Myslbekově dílně (1913) přerušila 1. světová válka, a tak pražskou akademii dokončil až v letech 1917–19 u prof. Štursy. Od roku 1928 byl profesorem Státní uměleckoprůmyslové školy v Praze, kde působil až do smrti.
V letech 1919–1949 byl členem Spolku výtvarných umělců Mánes.
Bezprostředně po dokončení studií v jeho pracích převažoval vliv Štursův, ale také italského renesančního sochařství:
- Svatý Václav 1921, v katedrále sv. Víta před Svatováclavskou kaplí
- Podobizna choti 1923

V dalším období se Dvořák přiklonil k vzoru Otty Gutfreunda a sociálnímu civilismu, který spoluvytvářel:
- Alegorie obchodu a zemědě̟lství (1923-1924) na supraportě bočního portálu paláce Adria čp. 36/II do Jungmannovy ulice
- Kamelot (Kolportrér), Dělník,  Krejčí a Bankovní úředník 1925, 4 sochy na římse paláce Obchodní akademie čp. 1471/II na nároží Vinohradské třídy v Praze
- Dvě přítelkyně, Národní galerie v Praze, 1924
- Do Ameriky, 1925
- Portréty Otty Gutfreunda (1925) a Václava Špály (1926)
- Pomník Ernesta Denise v Praze na Malostranském náměstí, 1928
- Ve 30. letech se věnoval především monumentální tvorbě:
- Akt hocha, bronz 1930, Stromovka
- Venkovské děvče, bronz, 1931
- Pomník legií pro Père-Lachaise v Paříži, 1934
- Sousoší sv. Cyrila, Metoděje a sv. Ludmily na Karlově mostě, 1929–35); v těchto dílech svůj smysl pro monumentální figurální kompozici převedl do poněkud strnulých schémat. Postupně z této monumentální, spíše neoklasické linie přešel ke zdrobnění a zmalebnění, k výraznému historismu, inspirovanému hlavně českou barokní tvorbou a expresívností nedokončených Michelangelových soch:
- Tragédie, 1937
- České řeky, 1938
- Život a Osud, 1941
- Fontána U žabiček (Masarykovi vnuci), 1948
- Postava raněného vojáka z pomníku padlým legionářům pro pařížský hřbitov tvoří Pomník obětem 1. světové války v Kutné Hoře.
- Studie pomníku pro Ležáky, 1946–1950, skupina stojících postav v pojetí rozvíjejícím téma Rodinova pomníku Občané z Calais[5]

Zemřel roku 1950 a byl pohřben v rodinné hrobce na Olšanských hřbitovech.
Jeho manželkou byla významná česká herečka Leopolda Dostalová.

## Dílo

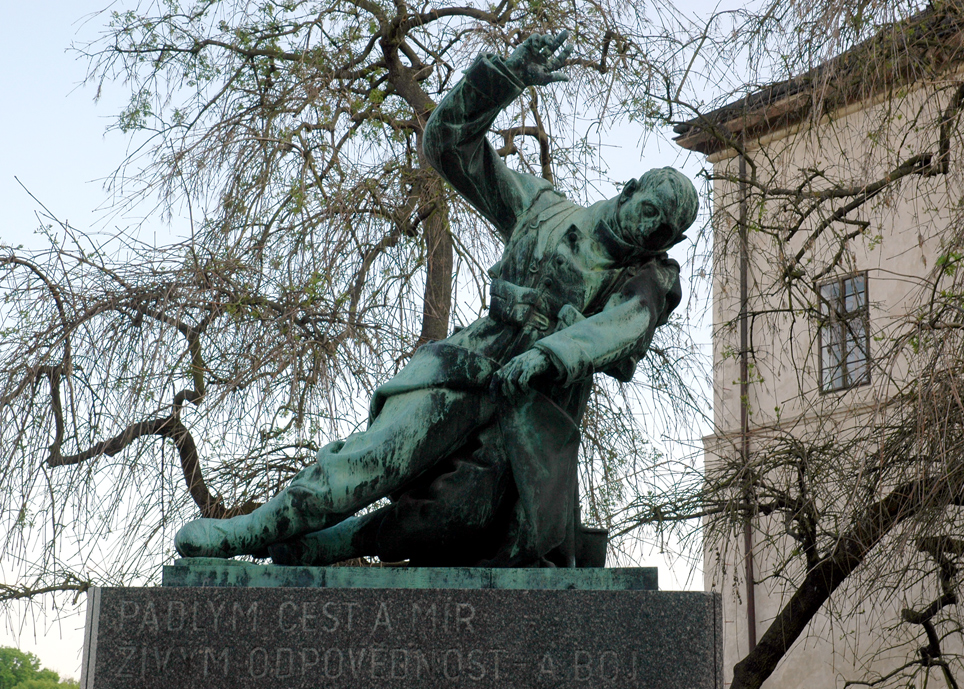
Pomník obětem 1. světové války, Kutná Hora
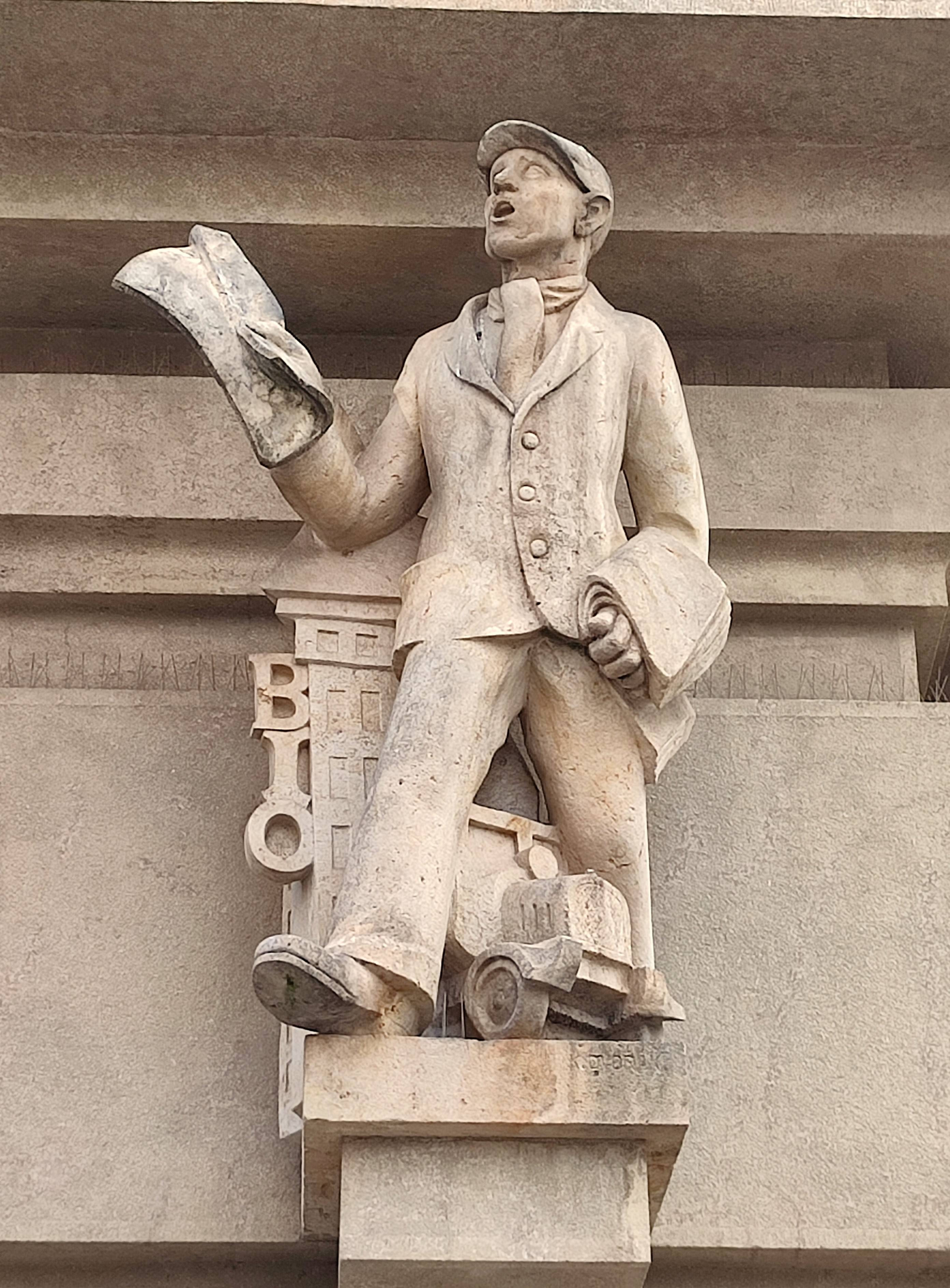
Kamelot (1925)
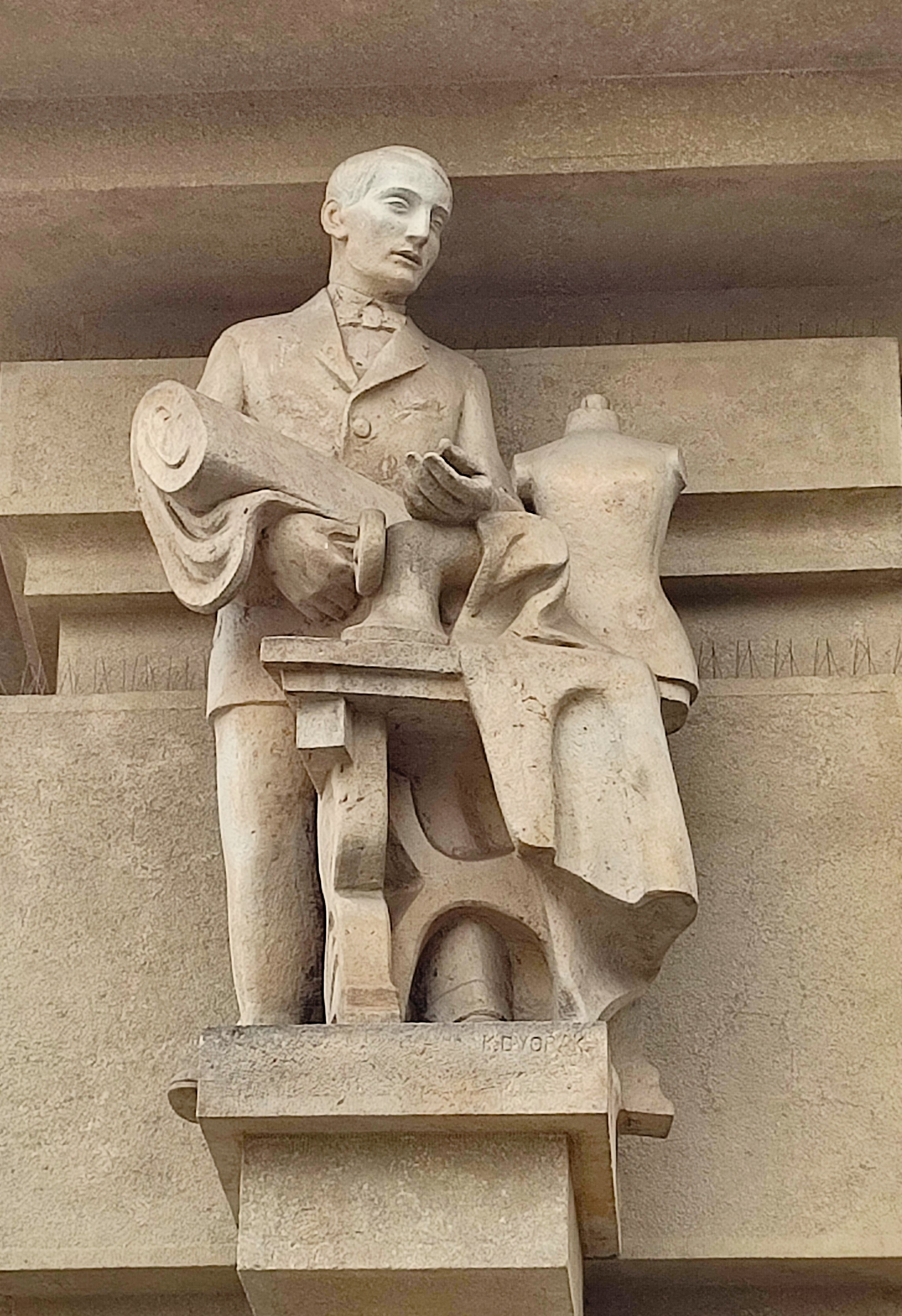
Krejčí (1925)
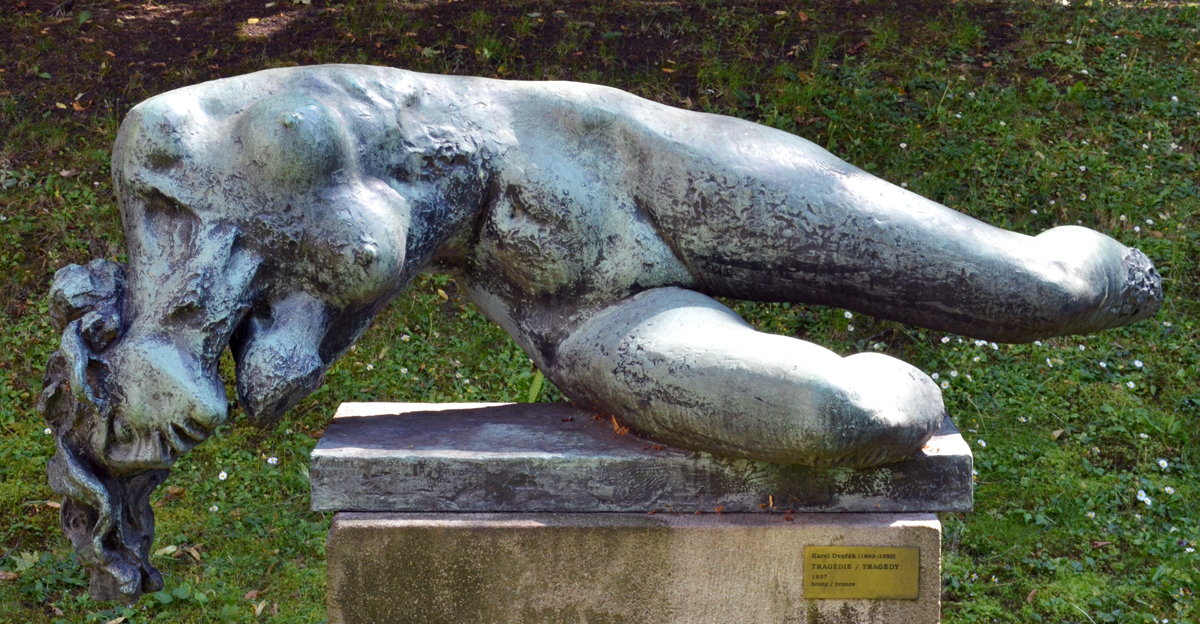
Tragédie, bronz (1937)
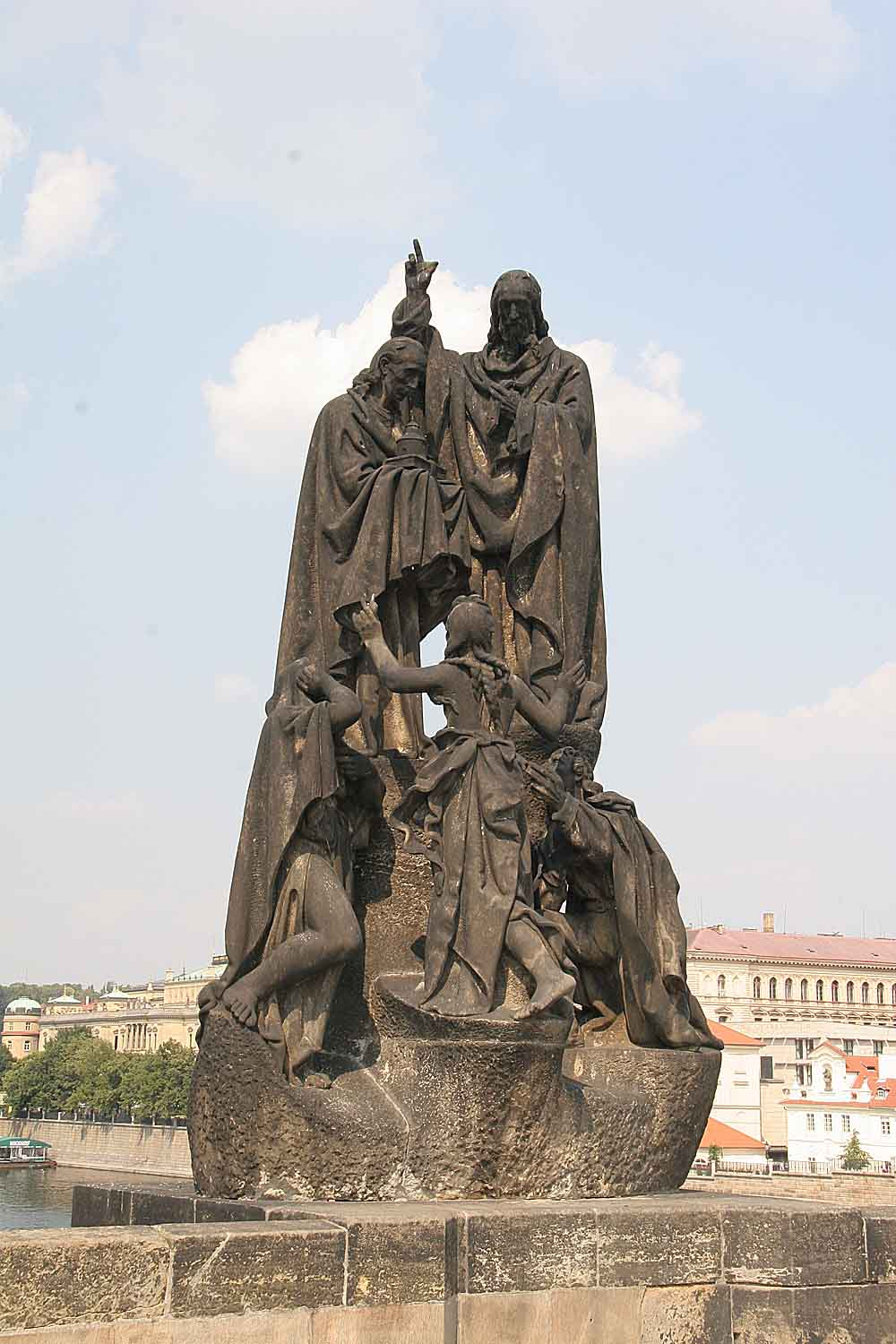
Sousoší sv. Cyrila a Metoděje, Karlův most v Praze